# Giorgio Redaelli
Giorgio Redaelli (Mandello del Lario, 30 luglio 1935 – Lecco, 27 febbraio 2022) è stato un alpinista italiano.
Accademico del C.A.I. Club Alpino Italiano, guida alpina, membro dell’École Militaire de Haute Montagne di Chamonix, Istruttore Nazionale di Alpinismo, maestro di sci, allenatore ed istruttore federale di tennis, tecnico di club fitting nel settore del golf, dove è stato manager di uno dei più grandi giocatori di golf del mondo, membro onorario del gruppo Ragni di Lecco, sindaco di Cassina Valsassina. La sua attività alpinistica si è svolta in modo significativo su tutto l’arco alpino. È soprannominato “Re del Civetta” per le sue innumerevoli imprese sul Gruppo del Civetta il “regno del sesto grado”.

## Biografia

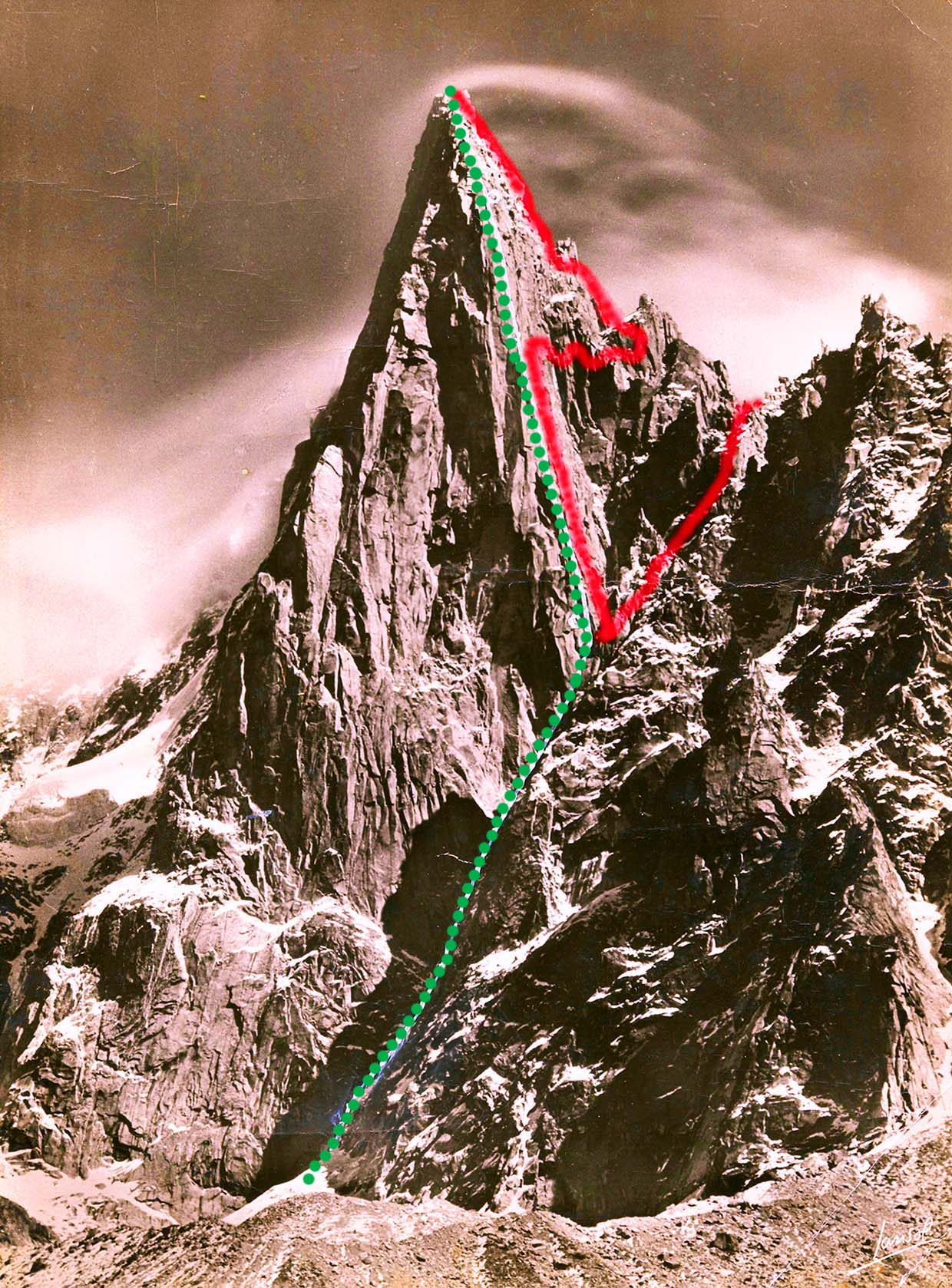
Petit Dru: confronto tra ascensione integrale (verde) e via Bonatti (rosso)

Comincia ad arrampicare nei primi anni ’50 e, come quasi tutti gli alpinisti lecchesi di quel periodo, lo fa sulle guglie della Grignetta. Successivamente passa sulle Dolomiti nei fine settimana e nei pochi periodi di vacanza che il lavoro gli consente. Sulle Dolomiti di Brenta nel 1954 compie le prime scalate impegnative. Nel 1955 spinto dal segretario ed amico Carletto Cesana si reca per la prima volta al Civetta dove ripete la via Tissi alla Torre Venezia e la via Livanos-Da Roit alla Cima di Terranova in prima ripetizione.
Ascensione integrale al Petit Dru (Gruppo del Monte Bianco)
Il 1956 lo vede impegnato nella prima ascensione invernale della via Cassin al Sasso Cavallo. Nell’estate del 1956 porta a termine la prima ascensione integrale dello Sperone Ovest del Petit Dru (nel Gruppo del Monte Bianco). Per integrale intendiamo una ascensione con partenza dalla base del Petit Dru salendo dal canalone molto difficile e pericoloso di 700 metri, seguita dallo sperone sino alla base del grande tetto a salire sino alla vetta. Walter Bonatti ha evitato il canalone calandosi dalle Flammes de Pierre, portadosi all’attacco dello sperone e risalendolo sino alla base del grande strapiombo che però ha evitato con una serie di pendoli sulla destra che l’hanno portato sulla via normale per la vetta. Coloro che hanno compiuto questa ascensione integrale dalla base del Dru sono gli Italiani (Giorgio Redaelli, Cesare Giudici, Carlo Mauri e Dino Piazza) ai quali si sono aggiunti  dall’attacco dello sperone i francesi Adrian Billet, Emile Troksiar, Yvon Kollop, Roger Salson e gli svizzeri Robert Wohlschag, Roger Habersaat,  questi sei provenienti come Bonatti calandosi dalla Flammes de Pierre. Le cordate con gli italiani al comando superano  lo sperone ed il grande strapiombo sino alla vetta. Con questa variante e la precedente sul canalone il tracciato si presenta più logico diretto e completo. 
Nel 1957/58 svolge il servizio militare presso la S.M.A. Scuola Militare Alpina di Aosta come istruttore alla sezione sci-alpinistica dove partecipa alla realizzazione di due documentari didattici sulle tecniche di arrampicata ed asseconda la sua grande passione per l’arrampicata con due prime ripetizioni della via Rébuffat all’Aiguille della Brenva e della via Ottoz-Nava all’Aiguille Croux. Conosce Cesare Maestri ed assieme scalano lo Sperone della Brenva, dopo essere stati respinti entrambi nei tentativi in solitaria alle salite della via Mayor (Redaelli) e via Poir (Maestri) causa scariche di sassi dovute allo scioglimento di ghiaccio e neve per alta temperatura. 

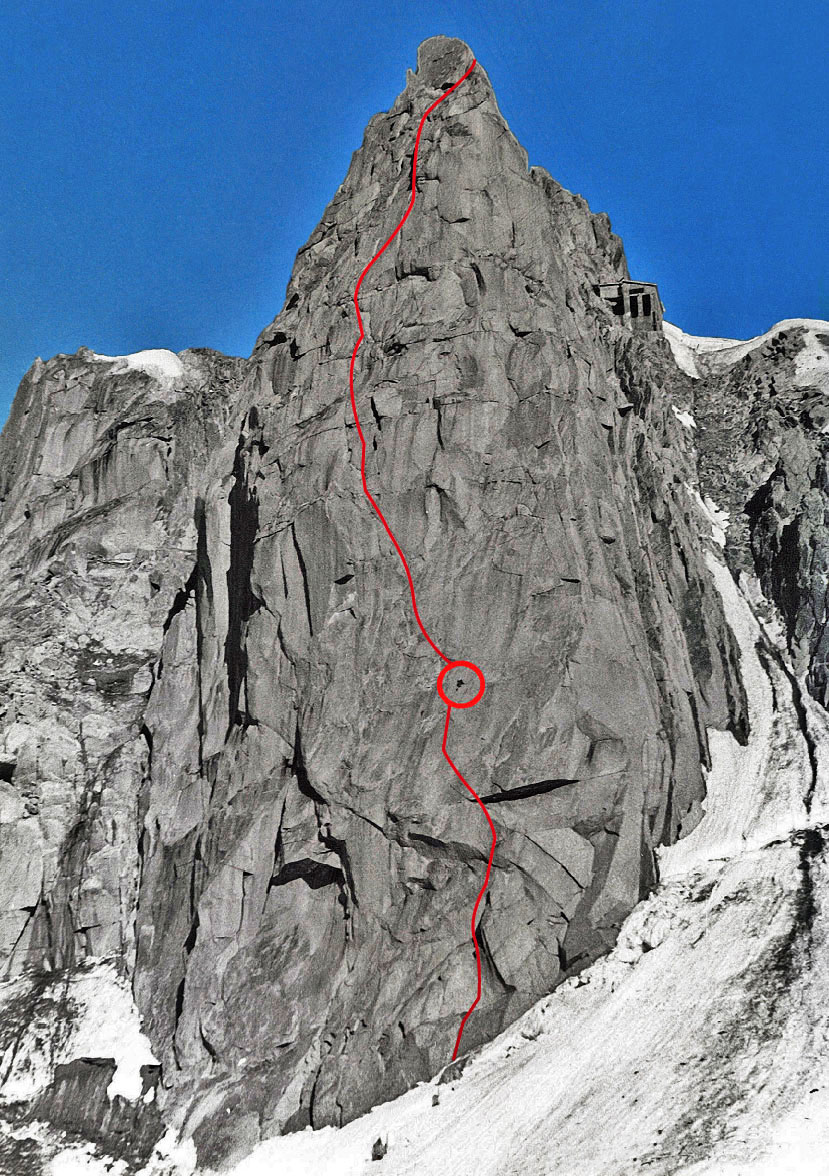
Aiguille du Midi: Redaelli ascensione solitaria sulla via Rébuffat - 1958

Dopo il congedo, senza tornare a casa, incontra Carlo Cesana che lo convince ad andare all’Aiguille du Midi dove sale in solitaria la via Rébuffat. In questi ultimi due anni Redaelli ha modo di incontrare e confrontarsi con l’élite dell’alpinismo Cassin, Maestri, Bonatti, Oggioni, Mauri.
Il Pilone Centrale Freney, la storia secondo Redaelli
Durante il servizio militare Redaelli è di casa a Courmayeur, stringe amicizia con le guide alpine e persone del posto. È considerato uno di loro. Nella primavera del 1959 con la guida alpina Marcello Bareux effettua un primo tentativo di scalata al Pilone Centrale Freney, cima ancora inviolata e ritenuta impossibile da scalare da molti alpinisti dell’epoca. Al ritorno incontrano al rifugio Gamba (oggi rifugio Monzino) Riccardo Cassin, Carlo Mauri e Dino Piazza che chiedono ai due cosa ci fanno da quelle parti in periodo di bassa stagione in una zona poco frequentata, meravigliandosi molto del tentativo al Pilone Centrale. Ne nasce una animata discussione tra Mauri e Bareux su precedenti accordi tra Bareux, Mauri, Bonatti ed Oggioni. Bareux nega fermamente questi accordi, sostenendo siano solo dei pourparler. Si separano e scendono a Courmayeur dove incontrano Walter Grivel e Ruggero Pellin che riferiscono di un Bonatti molto risentito per il  tentativo al Pilone Centrale. Ne segue immediato chiarimento di Redaelli a casa Bonatti dove, in presenza di Andrea Oggioni, ci si accorda per un prossimo tentativo al Pilone Centrale da effettuarsi, considerata la difficoltà della scalata, in condizioni di tempo ottimali. Mauri e Bareux rinunciamo, così la cordata sarà composta da Bonatti, Oggioni e Redaelli. Visti gli impegni lavorativi di Redaelli, Bonatti si impegna a chiamarlo qualora le condizioni meteo si prospettassero ottimali per la difficile scalata.  Questo accordo a tre non si concretizzò mai, in quanto nel luglio 1961 Bonatti incontra Pierre Mazeaud al bivacco della Fourche ed i due decidono di scalare il Pilone Centrale e se ne guarda bene dall’avvisare Redaelli, che lo viene a sapere da Pellin e Grivel. Redaelli parte immediatamente da Mandello del Lario con un Galletto Guzzi e in serata  va a bivaccare al Colle dell'Innominata. Ma, qui arrivato, inizia una furiosa tormenta che lo costringe a tornare sui propri passi e scendere al rifugio Gamba. Il giorno seguente è una giornata bellissima, ma, viste le montagne cariche di neve instabile e le previsioni di brutto tempo dei giorni successivi, torna a casa ritenendo che anche Bonatti e Mazeaud avessero preso la stessa decisione. Purtroppo le due cordate sono rimaste bloccate per giorni sulla parete ed il ritorno è stato fatale a molti di quegli alpinisti ed è ricordato come la tragedia del Freney. 

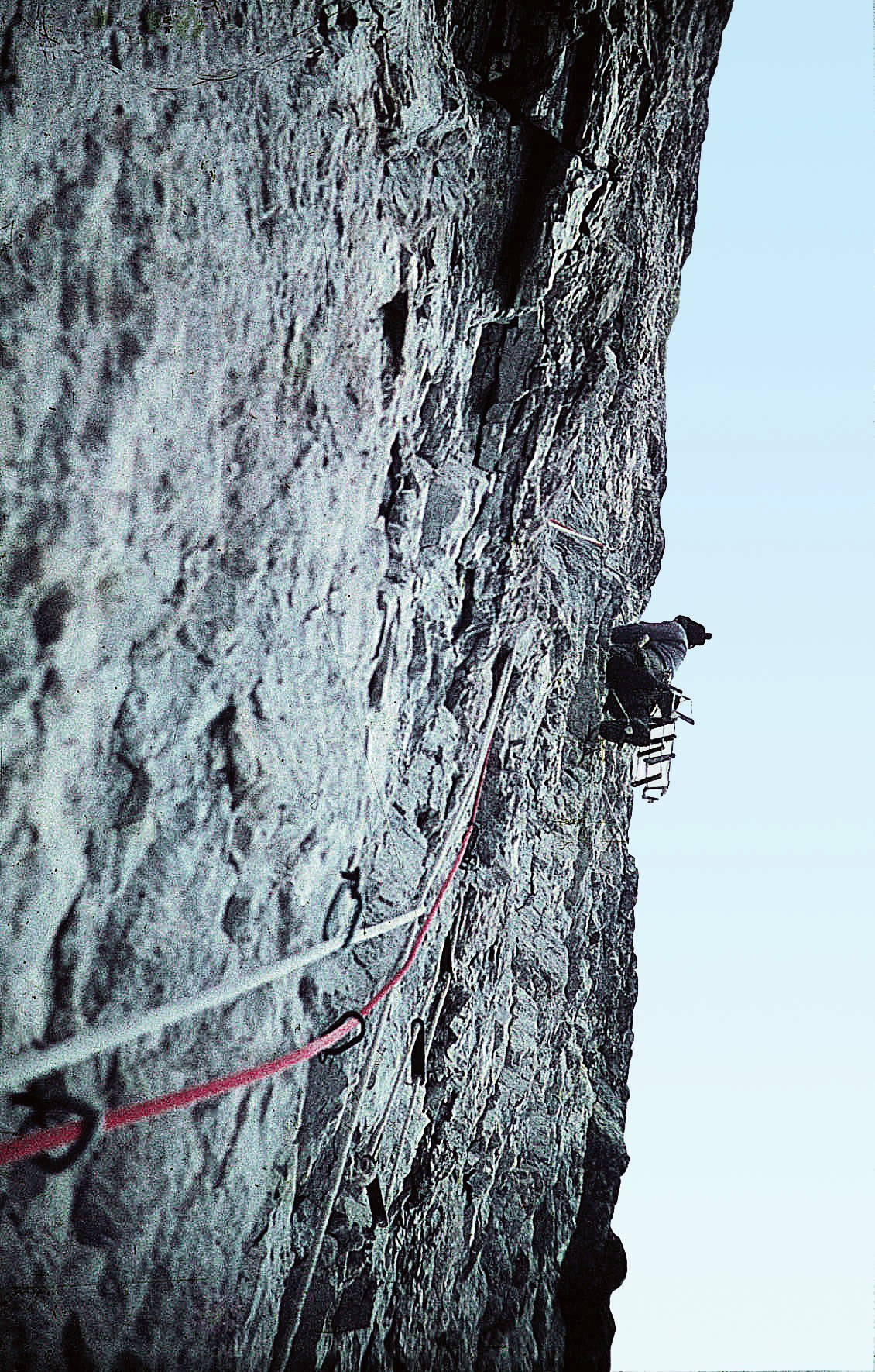
Torre Trieste: Redaelli fotografato da Piussi sulla strapiombante "placca gialla" - 1959

Direttissima sulla parete sud della Torre Trieste nel Gruppo del Civetta.
Alla Scuola Militare Alpina di Aosta arriva Ignazio Piussi in qualità di sciatore specializzato in combinata nordica (fondo e salto), successivamente viste le sue ottime qualità di alpinista viene aggregato al gruppo che sta girando documentari didattici dove conosce Redaelli. Con Piussi risolve, a comando alternato, nell’estate del 1959 uno dei più grandi problemi alpinistici di quegli anni, aprendo una via diretta (nota come Direttissima) sulla parete sud della Torre Trieste in 79 ore di arrampicata, usando 330 chiodi normali, 90 chiodi a espansione e 45 cunei di legno. Questa impresa è considerata l’inizio del VI grado superiore. La direttissima della parete sud della Torre Trieste è ancora oggi ritenuta una delle vie più dure e difficili delle Alpi. 
Segue un periodo di grandi scalate nel gruppo del Civetta: Nell’estate del 1960 effettua con Pier Lorenzo Acquistapace e Corrado Zucchi la prima assoluta dello spigolo est della Torre Venezia in 4 giorni.

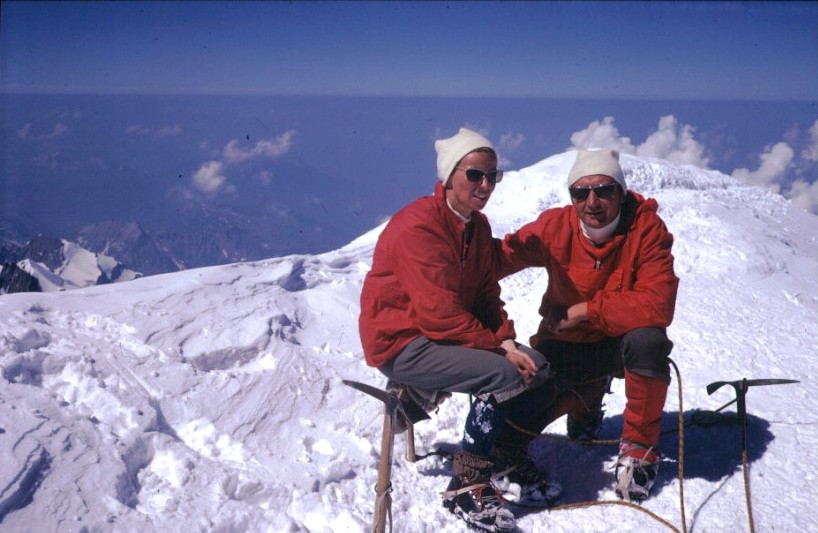
Aurora e Giorgio Redaelli in vetta al Monte Bianco

Il 24 settembre 1960 si unisce in matrimonio con Aurora Rainelli, scalatrice di ottimo livello.
Nella primavera del 1961 apre una nuova via della parete est della Torre delle Mede (Gruppo del Civetta) che dedica alla moglie Aurora.
Nel 1961 con Roberto Sorgato sale quasi tutte le vie delle Tre Cime di Lavaredo, compiendo in prima ripetizione, senza bivacco, la direttissima della parete nord della Cima Grande di Lavaredo.Nell’inverno del 1962 compie la prima invernale del Diedro Livanos alla Cima Su Alto con Giorgio Ronchi e Roberto Sorgato, impresa che suscita un grande clamore mediatico e che viene documentata con foto e video da un piccolo aeroplano.
Parete nord dell'Eiger.

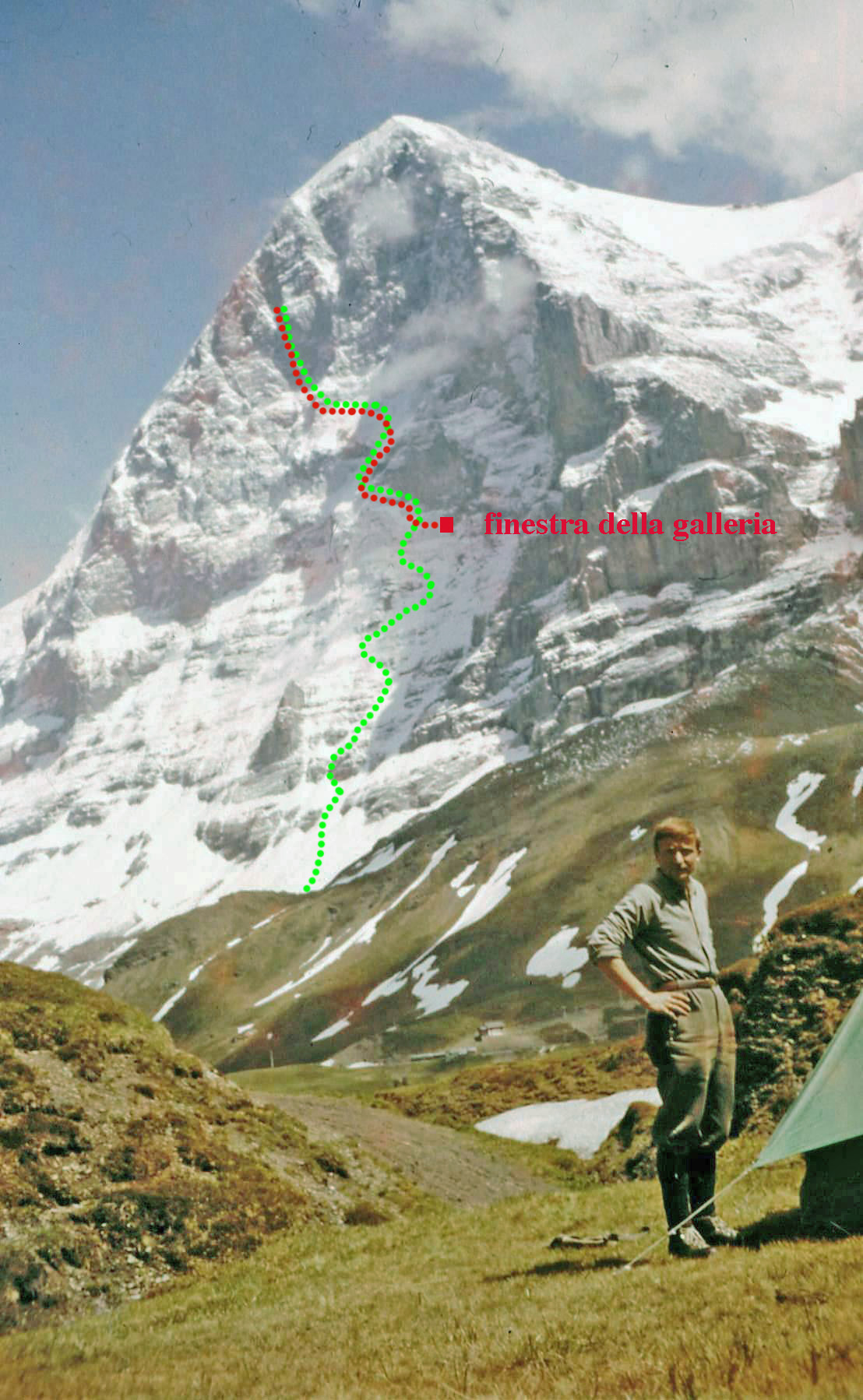
Eiger: Giorgio Redaelli e sullo sfondo la parete nord con i percorsi, effettuati con Roberto Sorgato, di ascesa (in verde) e di discesa (in rosso).

Sull’onda dell’entusiasmo per questa grande conquista, Sorgato e Redaelli decidono di tentare la scalata della parete nord dell’Eiger, in quanto nessuna cordata italiana era ancora riuscita nell’impresa. Tale ascensione è stata caratterizzata da un repentino cambiamento delle condizioni meteo che ne hanno compromesso l’esito. Iniziata sotto i migliori auspici, tanto da essere in vantaggio sulla tabella di marcia, in prossimità del famoso “Ragno” sono stati sorpresi dal maltempo e, visto il peggioramento meteo, sono stati costretti a tornare sui propri passi sotto l’imperversare di una violenta bufera di neve.  Nell’attraversamento del terzo nevaio sono stati investiti da slavine e scariche di sassi. Ne sono usciti fortunatamente illesi, superato il “ferro da stiro” bivaccano al secondo nevaio. Dopo una tremenda notte di bivacco nella tormenta, passata in piedi, addossati alla parete per non essere investiti da scariche di sassi, riescono a portare a casa la pelle e si considerano fortunati, perché sono i primi a tornare vivi da una tale altitudine della parete nord dell’Eiger. 
Nell’agosto 1962 in occasione della premiazione per la scalata prima invernate della Su Alto ad Alleghe, apre assieme a Vasco Taldo, Bepi Pellegrinon e Josve Aiazzi una via Direttissima al Pan di Zucchero sulla celebre parete nord-ovest del Civetta.
Nell'inverno del 1963 realizza, sempre sulla stessa parete, la prima ascensione invernale della via Solleder-Lettembauer (una delle vie più famose dell'arco alpino, è la prima via considerata di VI grado) con Toni Hiebeler, Ignazio Piussi e, seguiti il 4 marzo, Roberto Sorgato, Marcello Bonafede e Natale Menegus, impresa che dura 8 giorni (durante i quali la temperatura toccò i -30 °C), nonostante una serie di eventi sfavorevoli quali una caduta di parecchie decine di metri di Piussi, la caduta di una slavina a pochi metri dagli alpinisti, la penuria di carburante per sciogliere la neve in sostituzione del quale vennero bruciati cunei di legno.

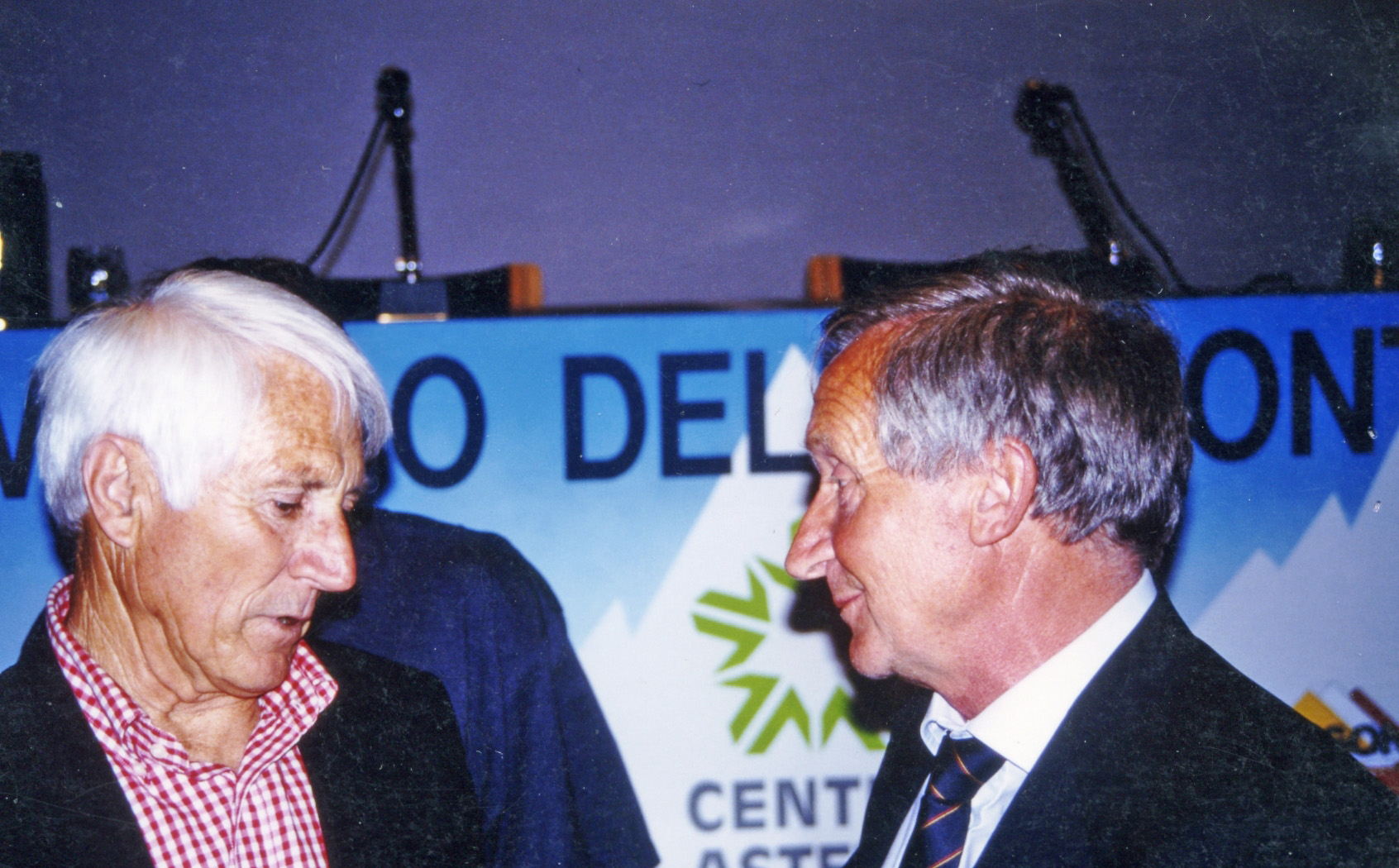
Walter Bonatti e Giorgio Redaelli al Centro Asteria di Milano - 1999

Negli anni successivi Redaelli riduce gradualmente la propria attività alpinistica delle grandi imprese, trasferendosi in Valsassina e dedicandosi alla professione di agente di commercio nel settore di attrezzatura sportive e, successivamente, di maestro di sci, di tennis, guida alpina, tecnico di club fitting nel settore golfistico, manager di un grande professionista italiano di golf e collabora con la moglie nella gestione del rifugio Aurora.
In montagna come guida alpina ci va sino al 2005, anno nel quale, in compagnia di amici, sale la Torre Venezia a 50 anni di distanza dalla sua prima ascesa.
Nel 2002, dopo essere diventato accademico del Club Alpino Italiano, diventa membro onorario dei Ragni della Grignetta.

## Principali ascensioni

### "Prime" ascensioni
- 3/4 settembre 1955 - Via Livanos-Da Roit alla Cima di Terranova (VI/A2, 670 m) con Cesare Giudici, prima ripetizione[17][18]
- Febbraio 1956 - Via Cassin al Sasso Cavallo, prima invernale[19]
- 1956 - Via Bonatti al Petit Dru con Cesare Giudici, Carlo Mauri, Dino Piazza,  Robert Wohlschag, Roger Habersaat, Roger Salson, Adrian Billet, Emile Troksiar, Yvon Kollop, prima ascensione integrale diretta[4]
- 1960 - Via Oppio al Sasso Cavallo (VI-/A2, 450 m) con Giuseppe Conti, prima ripetizione[21]

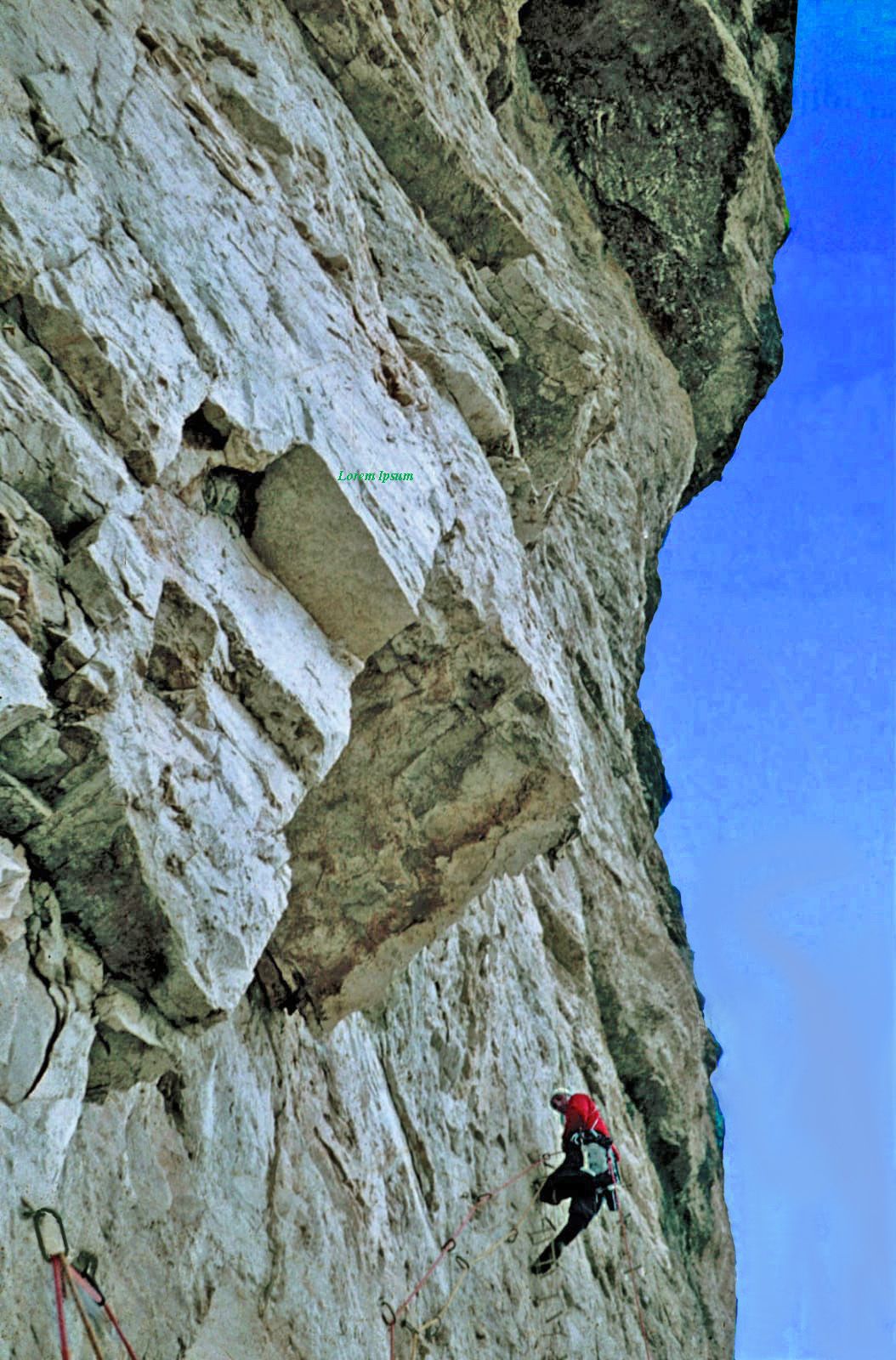
Torre Venezia: Redaelli sullo spigolo est - 1960

- Torre Venezia: Redaelli sullo spigolo est - 196017/20 luglio 1960 - Spigolo sud-est della Torre Venezia (VI/A2, 667 m) con Pierlorenzo Acquistapace e Corrado Zucchi, prima ascensione assoluta[22][23]
- 20/21 aprile 1961 - Via Aurora alla Torre delle Mede (gruppo del Civetta, VI/A3, 360 m) con Pierlorenzo Acquistapace e Giuseppe Lanfranconi in 30 ore effettive, prima ascensione assoluta[24][25]

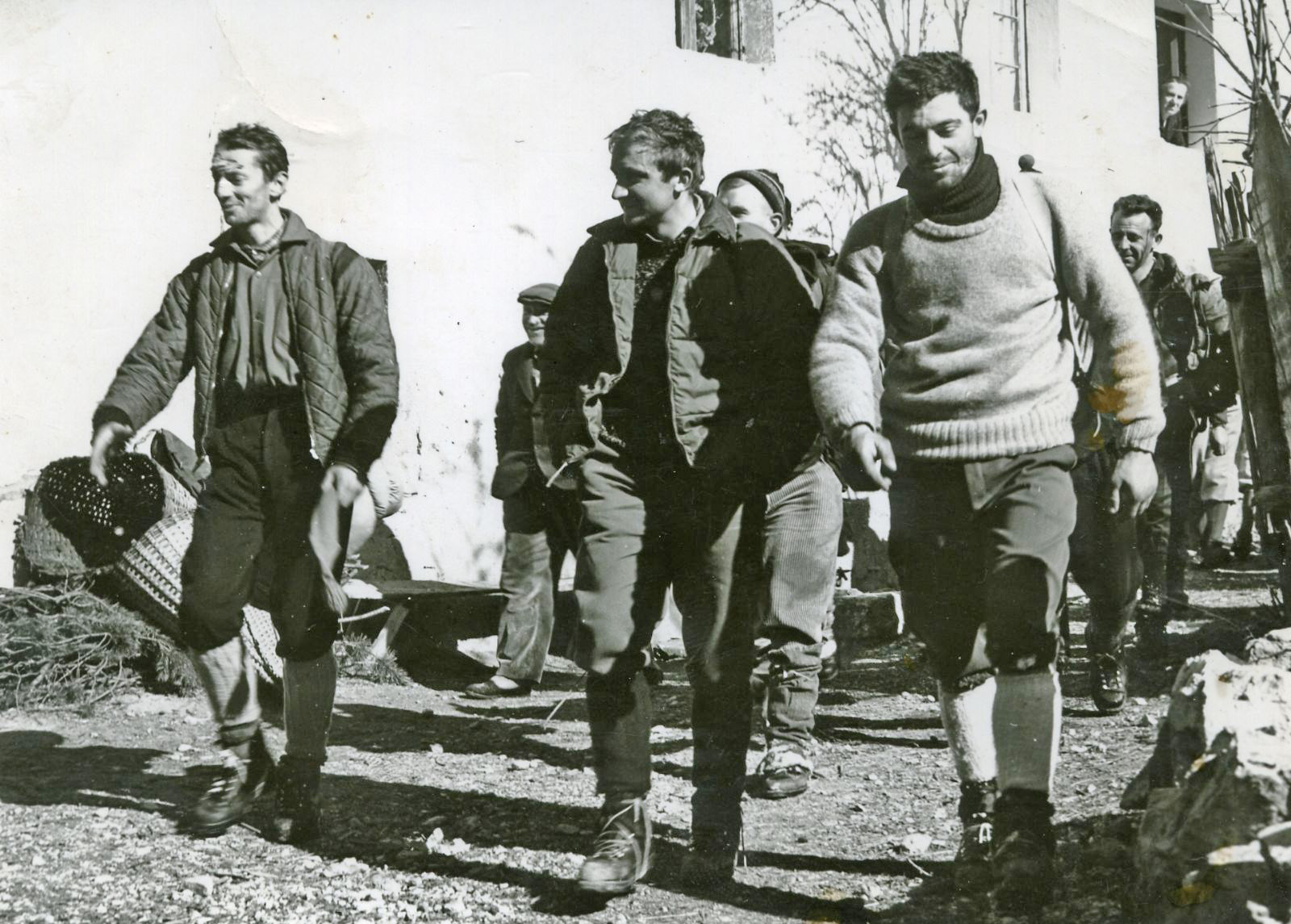
Ronchi, Redaelli, Sorgato al rientro a Listolade, dopo la conquista della Cima Su Alto - 1962

- Ronchi, Redaelli, Sorgato al rientro a Listolade, dopo la conquista della Cima Su Alto - 196217/22 febbraio 1962 - Diedro Livanos alla Cima Su Alto (VI/A2, 750 m) con Giorgio Ronchi e Roberto Sorgato, prima invernale[8][9]
- 23/26 agosto 1962 - Direttissima al Pan di Zucchero (parete nord-ovest del monte Civetta, V+/A4, 590 m) con Vasco Taldo, Bepi Pellegrinon e Josve Aiazzi in 26 ore effettive, prima ascensione assoluta [9][10]

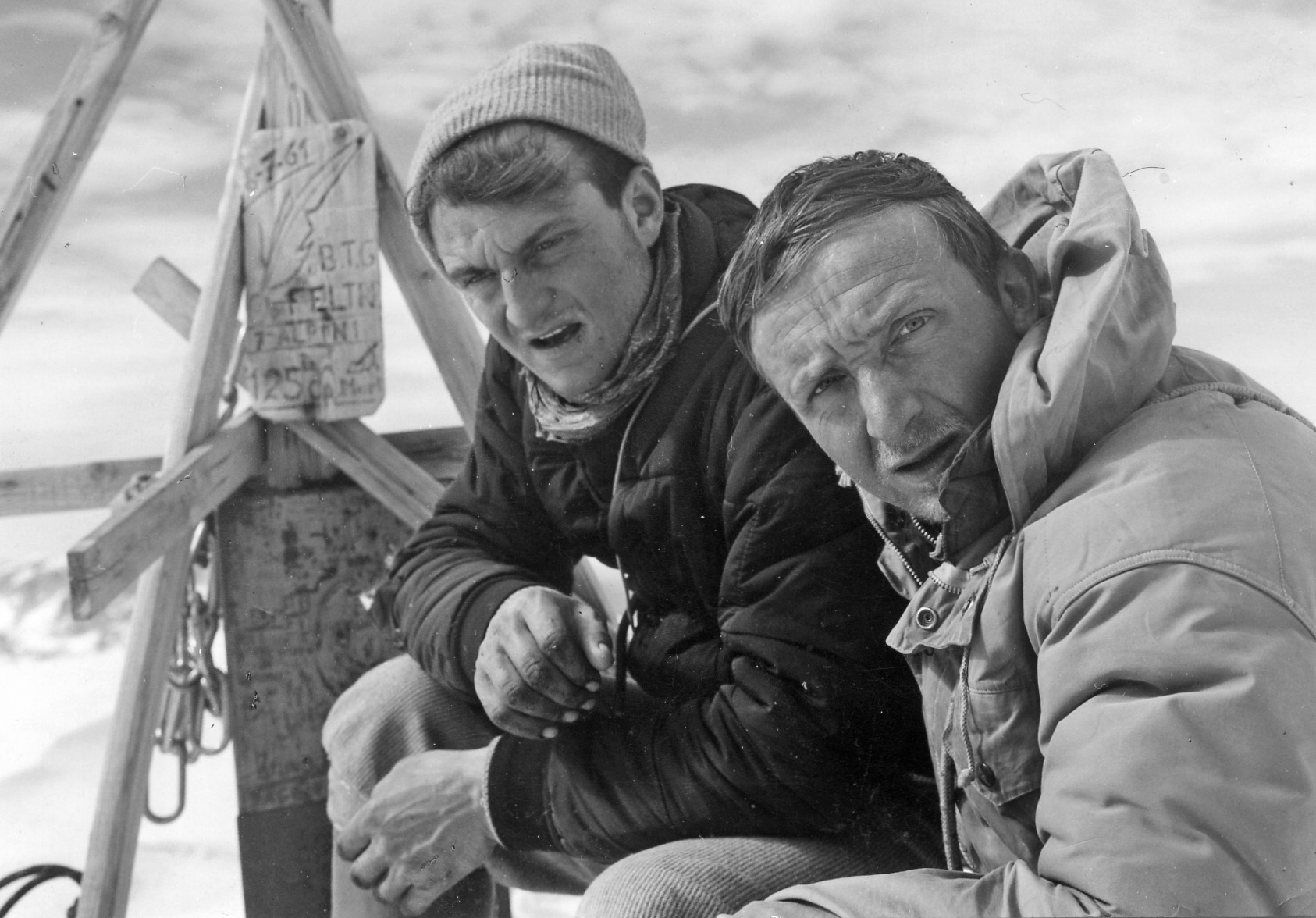
Redaelli e Piussi in vetta al Civetta, 7 marzo 1963

- Redaelli e Hiebeler in vetta al Civetta, 7 marzo 1963Redaelli e Piussi in vetta al Civetta, 7 marzo 196328 febbraio/7 marzo 1963 - Via Solleder al monte Civetta (VI-, 1250 m) con Toni Hiebeler, Ignazio Piussi, e, sopraggiunti il 4 marzo, Roberto Sorgato, Marcello Bonafede e Natale Menegus, prima invernale[11][12][13]

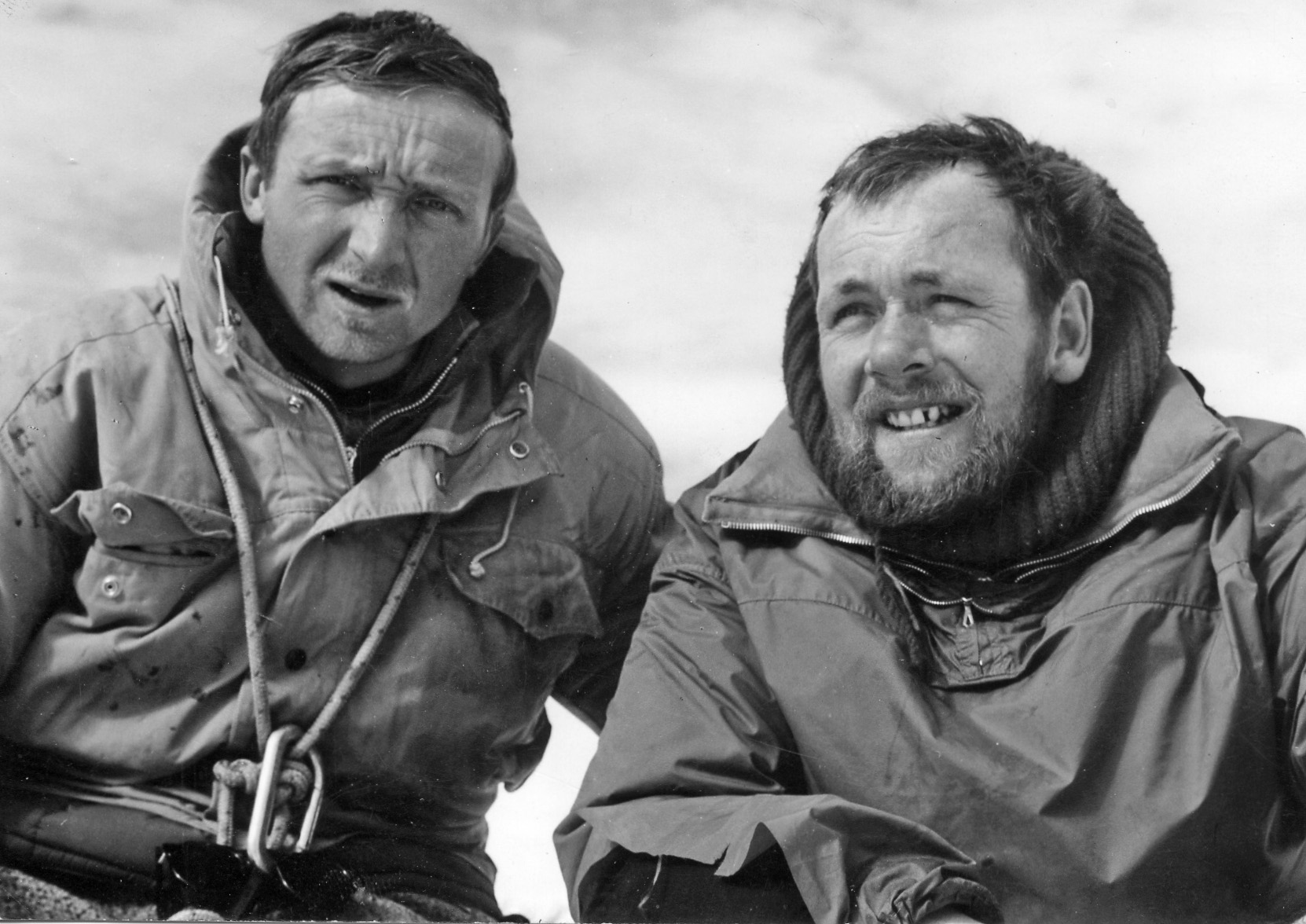
Redaelli e Hiebeler in vetta al Civetta, 7 marzo 1963

- 18/20 febbraio 1967 - Via Gabriel-Da Roit alla Cima del Bancon (gruppo del monte Civetta, VI-/A3, 430 m) con Massimo Achille e Alberto Dotti, prima invernale[26]
- 28/febbraio ali 20/marzo 1967 in un mese sale 3 prime invernali: Spigolo Andrich alla Torre Venezia,  la parete est della cima Bancon e lo spigolo Tissi alla torre Trieste.
- 2/4 dicembre 1968 - Via Redaelli allo Spallone del  Bancon (gruppo del Civetta, VI/A3, 462 m) con Ezio Molteni ed Adriano Trincavelli, prima ascensione assoluta [27]

### Altre ascensione di elevata difficoltà
Gruppo del Civetta:

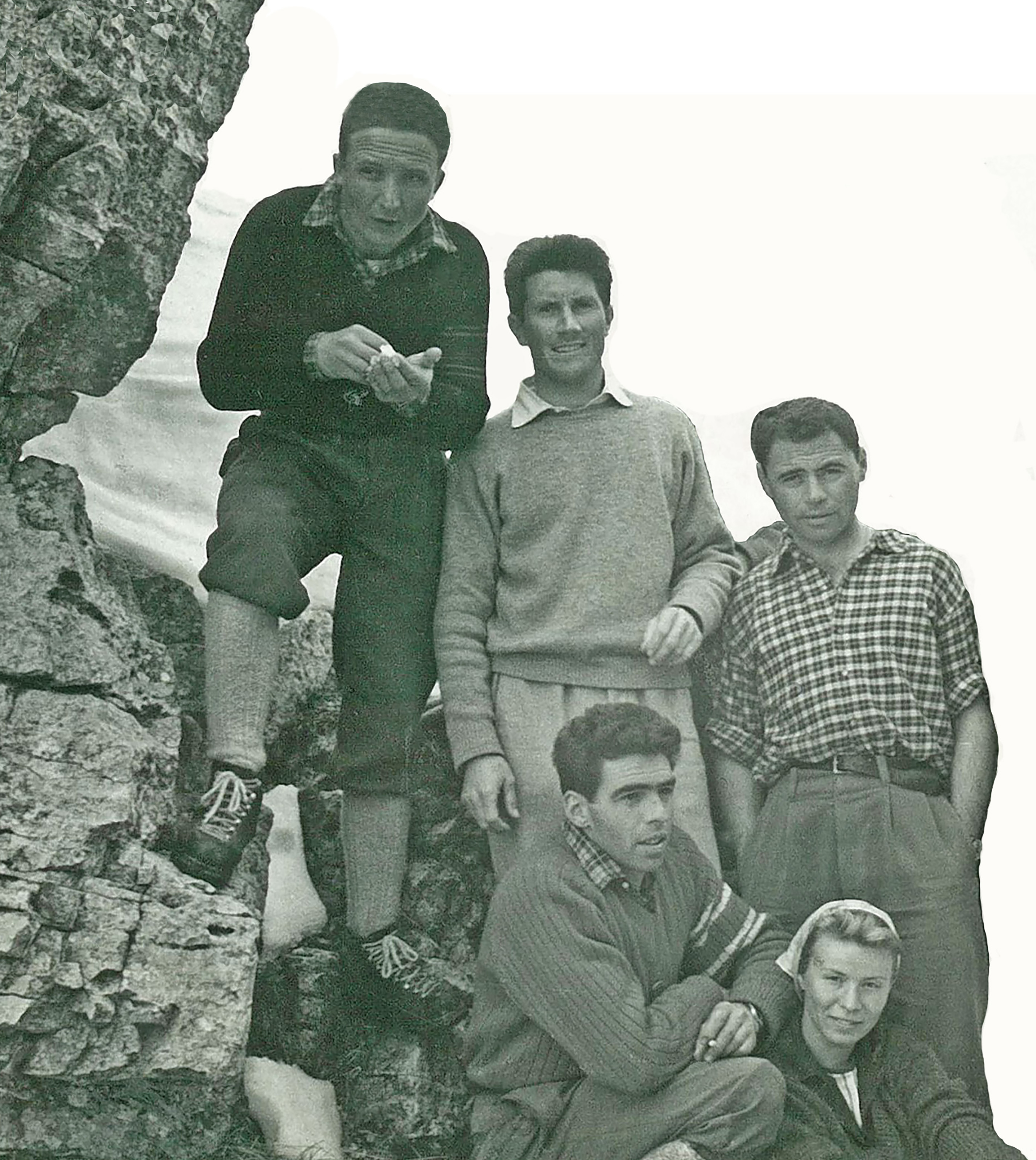
Redaelli, Bonatti, Oggioni, Zucchi, Aurora sulla Grignetta negli anni 60

- Torre di Valgrande - via Carlesso - Menti
- Torre Trieste - via Carlesso -Sandri
- Cima della Busazza - via Castiglioni
- Torre Venezia - via Ratti
- Torre Venezia - via Tissi
- Torre di Babele - via Soldà
- Torre Su Alto - via Ratti
- Punta Civetta - via Andrich
- Punta Agordo - via Da Roit

Dolomiti di Brenta:
- Castelletto Superiore via Kine
- Campanile Basso via Fermhann
- Spigolo Grafer

Massiccio del Monte Bianco:
- Gran Capucin via Bonatti
- Aiguille de Midì via Rebuffat - ascensione solitaria
- Mont Maudit Cresta Kuffner
- Aiguille Noire de Peterey  via Ratti-Vitali
- Aiguille Noire de Peterey Cresta Sud
- Pic Guglielmina via Gervasutti
- Aret de Rochefort, Dente del Gigante, Grand Jorasses

Dolomiti:
- Marmolada parete sud - via Soldà
- Agosto 2005 sale all’età di 70 anni, la Torre Venezia in occasione del cinquantennale della sua prima salita.
- Pilastro della Tofana via Costantini-Apollonio
- Lavaredo Cima Ovest via Cassin-Ratti
- Lavaredo Cima Piccola Spigolo Giallo
- 5 Torri - Torre Grande, diretta degli Scoiattoli
- Pizzo Cengalo Spigolo Vinci

Monte Disgrazia, Masino, Bregaglia e Bernina:
- Pizzo Badile parete N/E  via Cassin-Tizzoni-Esposito
- Pizzo Badile via Molteni
- Monte Disgrazia
- Pareti Nord del Monte Disgrazia, Pizzo Palù e Piz Roseg
- Biancograt

Monte Rosa
- Cresta Signal

E numerose altre ascensioni (oltre 200) di alto livello su tutta la cerchia alpina, parecchie delle quali salite in cordata con la moglie Aurora.

## Riconoscimenti
- 1956 - Premio miglior alpinista dilettante dalla Gazzetta del Lavoro, presso il Ministero del Lavoro
- 1962 - Medaglia d'Oro del Comune di Alleghe (BL) per la prima invernale alla Su Alto
- 1966 - Targa d'Oro della sezione Val Zoldana del C.A.I.

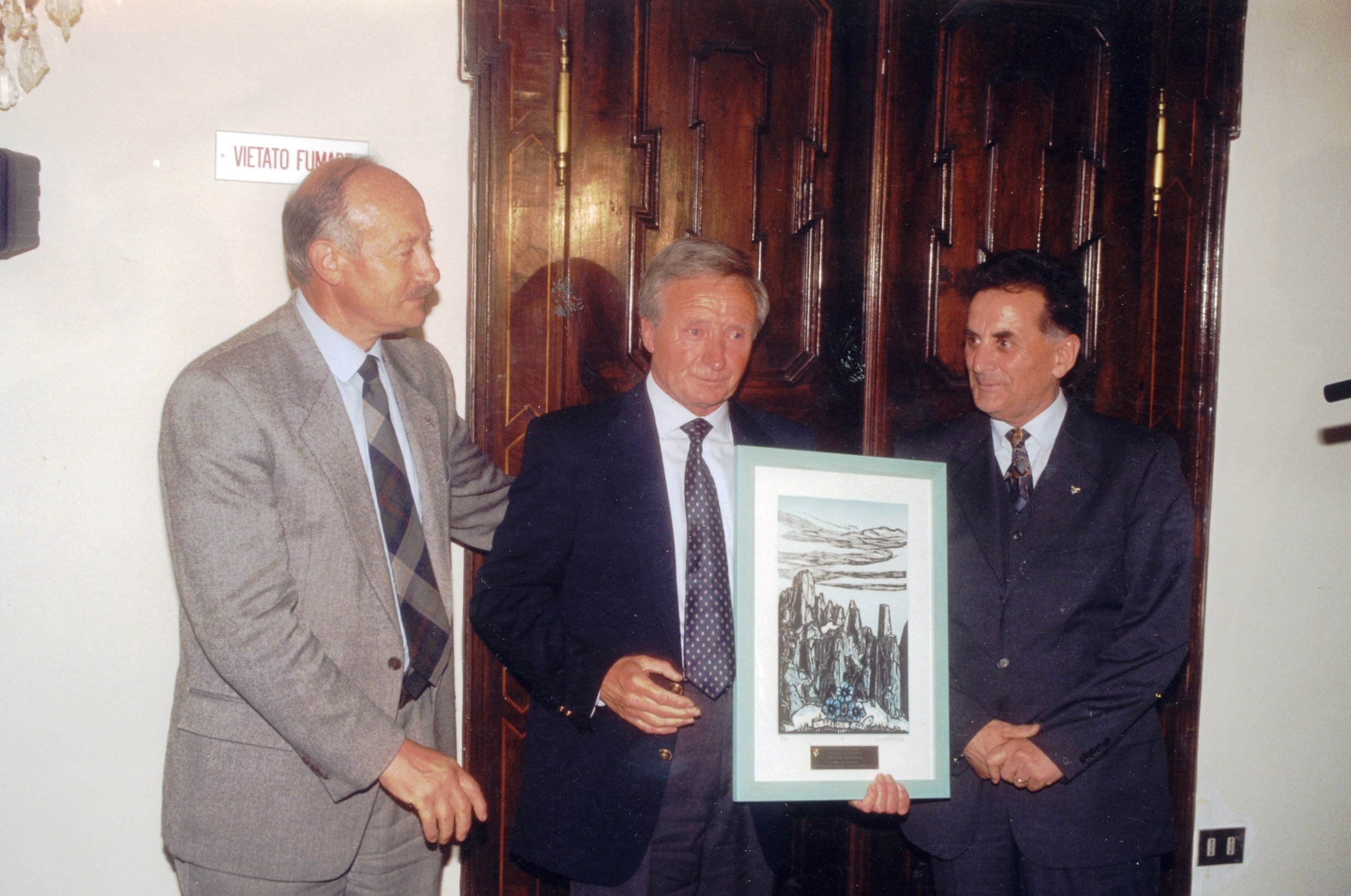
Premio S.A.T. cat. Alpinismo alla carriera - Trento 1999

- Premio S.A.T. cat. Alpinismo alla carriera - Trento 19991999 - Premio S.A.T. per l'Alpinismo  dalla Società alpinisti tridentini[1]

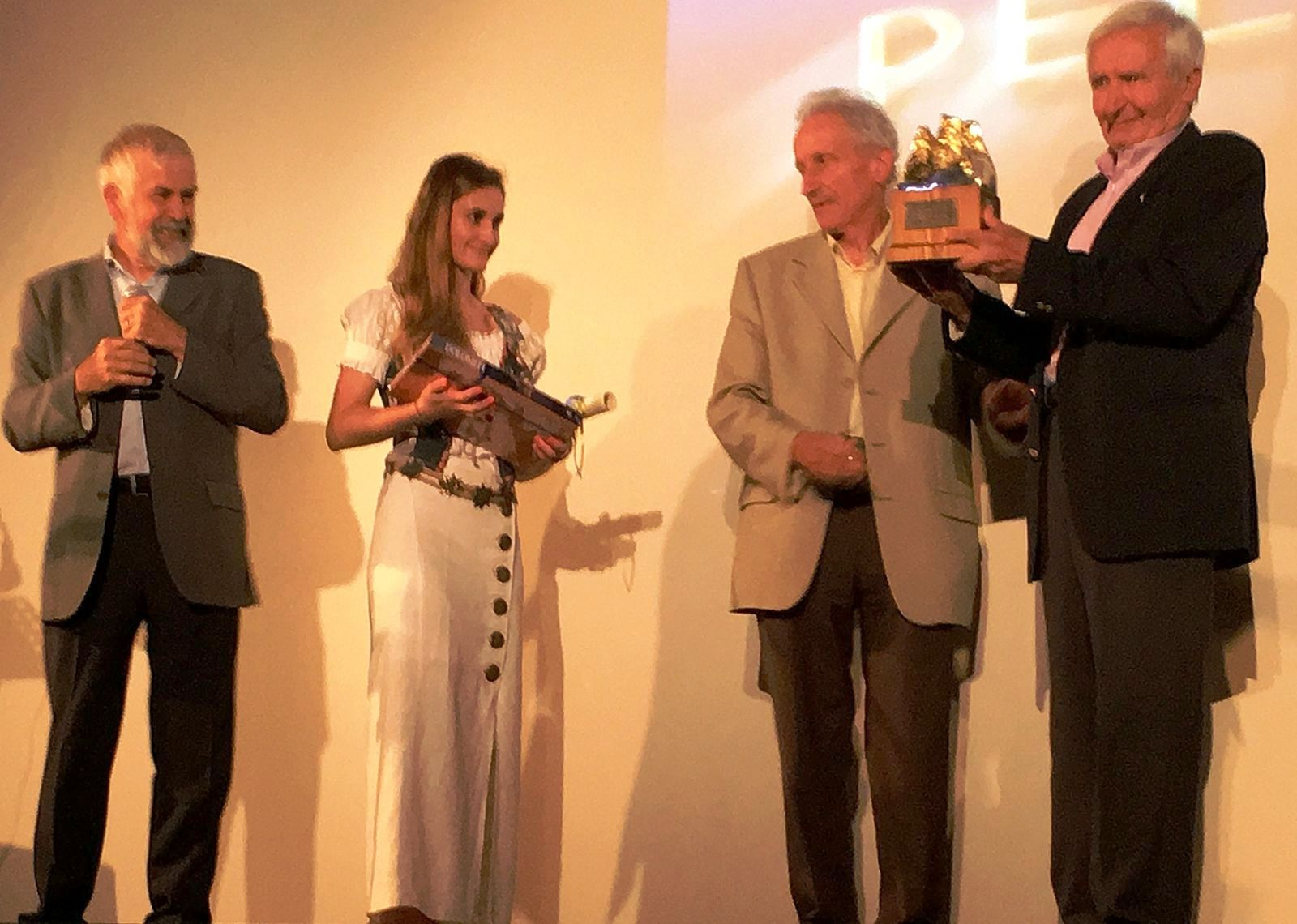
Premio Pelmo d'Oro alla carriera - 30 luglio 2016

- Premio Pelmo d'Oro alla carriera - 30 luglio 20162016 - Pelmo d'oro alla carriera dalla Provincia di Belluno[2][3]